# Мала Слоньца
Мала Слоньца (пол. Mała Słońca, нім. Klein Schlanz) — село в Польщі, у гміні Субкови Тчевського повіту Поморського воєводства.
Населення — 275 осіб (2011).
У 1975-1998 роках село належало до Гданського воєводства.

## Демографія
Демографічна структура станом на 31 березня 2011 року:
|          | Загалом | Допрацездатний вік | Працездатний вік | Постпрацездатний вік |
| -------- | ------- | ------------------ | ---------------- | -------------------- |
| Чоловіки | 141     | 36                 | 96               | 9                    |
| Жінки    | 134     | 39                 | 74               | 21                   |
| Разом    | 275     | 75                 | 170              | 30                   |